# Виллелонг
Виллело́нг (фр. Villelongue, окс. Vilalonca) — коммуна во Франции, находится в регионе Юг — Пиренеи. Департамент — Верхние Пиренеи. Входит в состав кантона Аржелес-Газост. Округ коммуны — Аржелес-Газост.
Код INSEE коммуны — 65473.

## География
Коммуна расположена приблизительно в 690 км к югу от Парижа, в 145 км юго-западнее Тулузы, в 33 км к югу от Тарба.
По территории коммуны протекают реки Гав-де-По, Изаби и Мален (фр. Malin).

## Климат
Климат умеренно-океанический с солнечной тёплой погодой и обильными осадками на протяжении практически всего года.

## Население
Население коммуны на 2010 год составляло 369 человек.
| 1962 | 1968 | 1975 | 1982 | 1990 | 1999 | 2010 |
| ---- | ---- | ---- | ---- | ---- | ---- | ---- |
| 467  | 404  | 362  | 321  | 313  | 291  | 369  |

## Администрация
| Период | Период | Фамилия        | Партия | Примечания |
| ------ | ------ | -------------- | ------ | ---------- |
| 1977   | 1989   | Анри Азенс     |        |            |
| 1989   | 2008   | Франсуа Субиру |        |            |
| 2008   | 2014   | Жан-Поль Буде  |        |            |
| 2014   | 2020   | Пьер Трамон    |        |            |

## Экономика
В 2010 году среди 233 человек трудоспособного возраста (15–64 лет) 171 были экономически активными, 62 — неактивными (показатель активности — 73,4 %, в 1999 году было 66,9 %). Из 171 активных жителей работали 158 человек (78 мужчин и 80 женщин), безработных было 13 (3 мужчин и 10 женщин). Среди 62 неактивных 15 человек были учениками или студентами, 29 — пенсионерами, 18 были неактивными по другим причинам.

## Достопримечательности
- Монастырь Сент-Оран-ан-Лаведан (XI век). Исторический памятник с 1983 года[4].
- Церковь Святого Мартина.
- Часовня Святой Екатерины в деревне Ортьяк.

## Фотогалерея
- Мост через реку Гав-де-По
- Карта коммуны